# جهاز عرض محمول

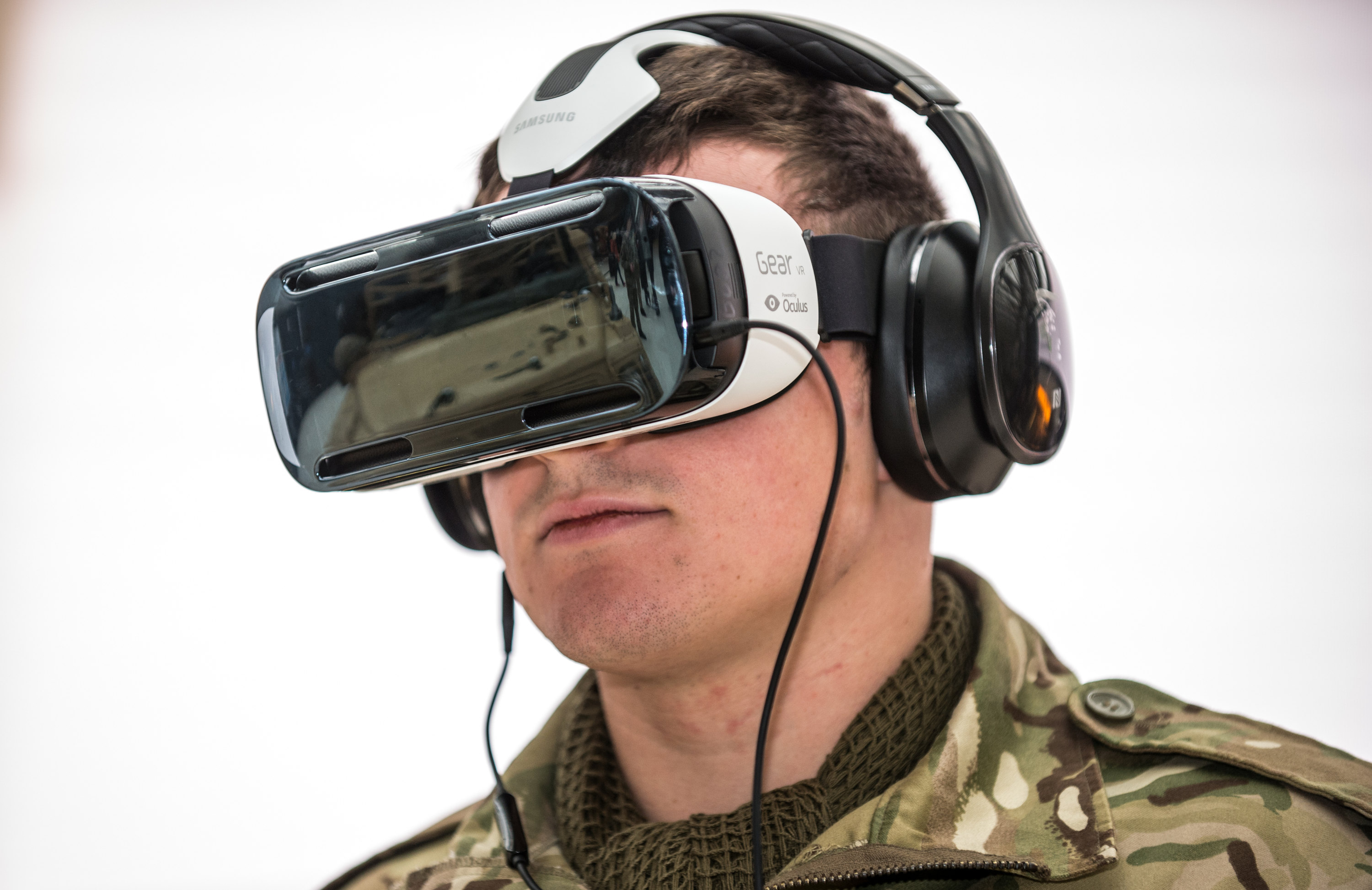
جندي احتياطي بالجيش البريطاني يعرض نظارة واقع افتراضي

الشاشة المثبتة على الرأس (HMD) عبارة عن جهاز عرض يتم ارتداؤه على الرأس أو كجزء من خوذة (انظر شاشة العرض المثبتة على الخوذة لتطبيقات الطيران)، والتي تحتوي على شاشة عرض بصرية صغيرة أمام أحدها (أحادي HMD) أو كل منها عين (مجهر HMD). يستخدم HMD العديد من الاستخدامات بما في ذلك الألعاب والطيران والهندسة والطب  سماعات الواقع الافتراضي هي HMDs مدمجة مع وحدات IMU هناك أيضًا شاشة عرض بصرية مثبتة على الرأس (OHMD)، وهي شاشة يمكن ارتداؤها يمكن أن تعكس الصور المسقطة وتسمح للمستخدم برؤية من خلالها.

## ملخص

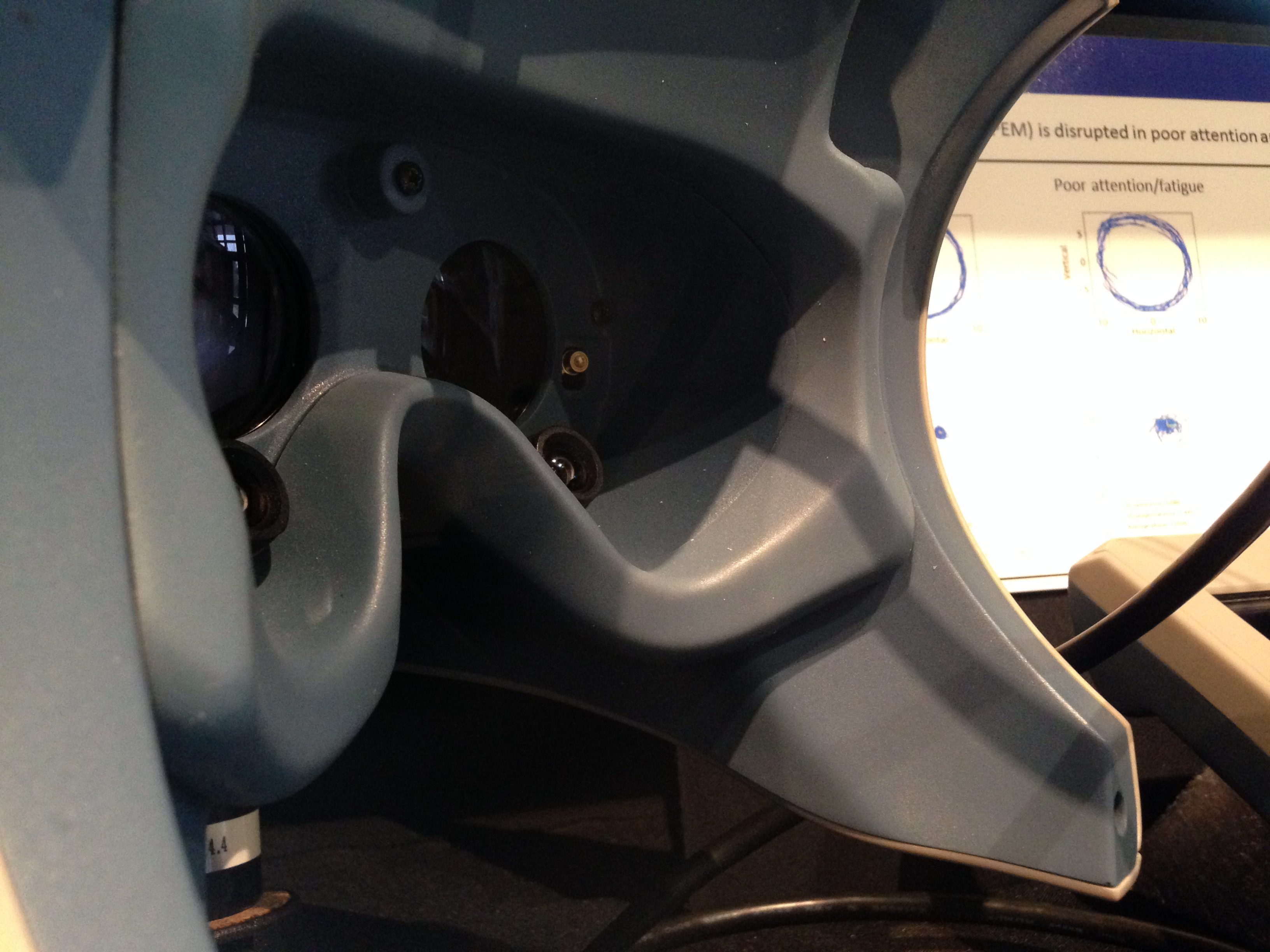
جهاز HMD لتتبع العين مزود بإضاءة LED وكاميرات لقياس حركات العين

تحتوي HMD النموذجية على شاشة عرض صغيرة واحدة أو شاشتين صغيرتين، مع عدسات ومرايا شبه شفافة مدمجة في النظارات (يطلق عليها أيضًا نظارات البيانات) أو قناع أو خوذة وحدات العرض مصغرة وقد تشمل أنابيب أشعة الكاثود (CRT) أو شاشات الكريستال السائل (LCD) أو الكريستال السائل على السيليكون (LCos) أو الثنائيات العضوية الباعثة للضوء (OLED). يستخدم بعض البائعين شاشات عرض صغيرة متعددة لزيادة الدقة الإجمالية ومجال الرؤية.
تختلف HMDs في ما إذا كان يمكنها عرض الصور التي تم إنشاؤها بواسطة الكمبيوتر (CGI) فقط، أو الصور الحية فقط من العالم المادي، أو المجموعة يمكن لمعظم HMDs عرض صورة تم إنشاؤها بواسطة الكمبيوتر فقط، يشار إليها أحيانًا بالصورة الافتراضية. يمكن لبعض HMDs أن تسمح بتركيب CGI على عرض العالم الحقيقي. يشار إلى هذا أحيانًا بالواقع المعزز (AR) أو الواقع المختلط (MR) ويمكن الجمع بين نظرة العالم الحقيقي مع الـCGI من خلال عرض الـCGI من خلال مرآة انعكاسية جزئية ومشاهدة العالم الحقيقي مباشرة وغالبا ما تسمى هذه الطريقة الرؤية البصرية ويمكن أيضا الجمع بين رؤية العالم الحقيقي مع CGI إلكترونيا من خلال قبول الفيديو من كاميرا ومزجه إلكترونيا مع CGI.

## بصري HMD
جهاز عرض بصري مثبت بالرأس يستخدم خلطة بصرية مصنوعة من مرايا مغلفة جزئيا ويمكن أن تعكس الصور الاصطناعية، وأن تدع الصور الحقيقية تعبر العدسة، وأن تدع المستخدم ينظر من خلالها. توجد طرق مختلفة للشفرة من خلال HMD ، ويمكن تلخيص معظمها في عائلتين رئيسيتين على أساس المرايا المنحنية أو أدلة الموجة. تم استخدام المرايا المنحنية بواسطة Laster Technologies و Vuzix في منتجهم Star 1200. توجد طرق مختلفة للدليل الموجي منذ سنوات. وتشمل هذه البصريات الحيود، والبصريات الثلاثية الأبعاد، والبصريات المستقطبة، والبصريات العاكسة.

## التطبيقات
تشمل تطبيقات HMD الرئيسية الجيش والحكومة (النار والشرطة وما إلى ذلك) والمدني التجاري (الطب وألعاب الفيديو والرياضة وما إلى ذلك.).

### طيران وتكتيكي أرضي

فني معدات طيران في سلاح الجو الأمريكي يختبر خوذة من طراز Scorpion مثبتة على نظام استهداف متكامل

في عام 1962، كشفت شركة Hughes Aircraft Company عن Electrocular ، وهو شاشة CRT صغيرة الحجم (7 بوصات طويلة)، ومثبتة على الرأس أحادية العدسة تعكس إشارة التلفزيون إلى عدسة شفافة. يتم دمج HMDs متينة بشكل متزايد في قمرة القيادة لطائرات الهليكوبتر الحديثة والطائرات المقاتلة. عادةً ما يتم دمجها بالكامل مع خوذة الطيران الخاصة بالطيار وقد تشمل أقنعة واقية وأجهزة رؤية ليلية وعروض رموز أخرى.
يستخدم الجيش والشرطة ورجال الإطفاء أجهزة HMD لعرض المعلومات التكتيكية مثل الخرائط أو بيانات التصوير الحراري أثناء مشاهدة مشهد حقيقي. تضمنت التطبيقات الحديثة استخدام HMD للمظليين. في عام 2005، تم تقديم Liteye HMD للقوات القتالية البرية كشاشة صلبة وخفيفة الوزن ومقاومة للماء يتم تثبيتها في قاعدة خوذة عسكرية أمريكية من طراز PVS-14. تحل شاشة الصمام الثنائي الباعث للضوء العضوي الأحادي الملون (OLED) القائمة بذاتها محل أنبوب NVG وتتصل بجهاز كمبيوتر محمول. يتمتع LE بإمكانية الرؤية ويمكن استخدامه كجهاز HMD قياسي أو لتطبيقات الواقع المعزز. تم تحسين التصميم لتوفير بيانات عالية الدقة في جميع ظروف الإضاءة، في أوضاع التشغيل المغطاة أو الشفافة. يتمتع LE باستهلاك منخفض للطاقة، حيث يعمل على أربع بطاريات AA لمدة 35 ساعة أو يستقبل الطاقة عبر اتصال Universal (USB) القياسي.
تواصل وكالة مشاريع الأبحاث الدفاعية المتقدمة (داربا) تمويل الأبحاث في واقع معزز HMDs كجزء من برنامج الدعم الجوي القريب المستمر (PCAS). تعمل Vuzix حاليًا على نظام PCAS الذي سيستخدم أدلة موجية ثلاثية الأبعاد لإنتاج نظارات الواقع المعزز الشفافة التي يبلغ سمكها بضعة ملليمترات فقط.

### هندسة
يستخدم المهندسون والعلماء HMDs لتقديم مناظر مجسمة لمخططات التصميم بمساعدة الكمبيوتر (CAD). الواقع الافتراضي، عند تطبيقه على الهندسة والتصميم، هو عامل رئيسي في تكامل الإنسان في التصميم. من خلال تمكين المهندسين من التفاعل مع تصميماتهم بمقياس بالحجم الطبيعي الكامل، يمكن التحقق من صحة المنتجات للمشكلات التي قد لا تكون مرئية حتى النماذج الأولية المادية. يُنظر إلى استخدام HMDs للواقع الافتراضي على أنه مكمل للاستخدام التقليدي لـ CAVE لمحاكاة الواقع الافتراضي. تُستخدم HMDs في الغالب للتفاعل الفردي مع التصميم، بينما تسمح CAVEs بمزيد من جلسات الواقع الافتراضي التعاونية.
كما تستخدم أنظمة Head Mouned Explorer في صيانة الأنظمة المعقدة، وذلك لأنها قادرة على إعطاء فني رؤية محاكاة للأشعة السينية من خلال الجمع بين الرسوم البيانية الحاسوبية مثل الرسوم البيانية للنظام والتصوير بالرؤية الطبيعية للفني (الواقع المعزز أو المعدل).

### الطب والبحث
هناك أيضًا تطبيقات في الجراحة، حيث يتم الجمع بين مجموعة من البيانات الشعاعية (التصوير المقطعي بالأشعة السينية (CAT)، والتصوير بالرنين المغناطيسي (MRI)) مع رؤية الجراح الطبيعية للعملية، والتخدير، حيث المريض العلامات الحيوية في مجال رؤية طبيب التخدير في جميع الأوقات.
غالبًا ما تستخدم جامعات الأبحاث HMDs لإجراء دراسات تتعلق بالرؤية والتوازن والإدراك وعلم الأعصاب. اعتبارًا من عام 2010، كان استخدام قياس التتبع البصري التنبئي لتحديد إصابات الدماغ الرضحية الخفيفة قيد الدراسة. في اختبارات التتبع المرئي، تُظهر وحدة HMD ذات القدرة على تتبع العين شيئًا يتحرك في نمط منتظم. يمكن للأشخاص الذين لا يعانون من إصابات في الدماغ تتبع الجسم المتحرك من خلال حركات العين السلس والمسار الصحيح.

### الألعاب والفيديو
أجهزة HMD منخفضة التكلفة متاحة للاستخدام مع الألعاب ثلاثية الأبعاد والتطبيقات الترفيهية. واحدة من أول HMDs المتاحة تجاريًا كانت Forte VFX1 والتي تم الإعلان عنها في معرض الإلكترونيات الاستهلاكية (CES) في عام 1994. يحتوي VFX-1 على شاشات عرض مجسمة وتتبع رأس ثلاثي المحاور وسماعات رأس استريو. شركة Sony هي شركة رائدة أخرى في هذا المجال، حيث أطلقت Glasstron في عام 1997. كان لديه كملحق اختياري مستشعر موضعي يسمح للمستخدم بمشاهدة المناطق المحيطة، مع تحريك المنظور أثناء تحرك الرأس، مما يوفر إحساسًا عميقًا بالانغماس. كان أحد التطبيقات الجديدة لهذه التكنولوجيا في لعبة MechWarrior 2 ، والتي سمحت لمستخدمي Sony Glasstron أو نظارات iGlasses الخاصة بـ Virtual I / O بتبني منظور مرئي جديد من داخل قمرة القيادة للمركبة، باستخدام أعينهم كمظهر مرئي ورؤية ساحة المعركة من خلال قمرة القيادة الخاصة بمركبتهم.
يمكن توصيل العديد من العلامات التجارية لنظارات الفيديو بكاميرات الفيديو والكاميرات الرقمية ذات العدسة الأحادية العاكسة (DSLR)، مما يجعلها قابلة للتطبيق كشاشة عمرية جديدة. نتيجة لقدرة النظارات على حجب الضوء المحيط، يستطيع صانعو الأفلام والمصورون رؤية عروض تقديمية أوضح لصورهم الحية.
Oculus Rift عبارة عن شاشة عرض محمولة على الرأس للواقع الافتراضي (VR) تم إنشاؤها بواسطة Palmer Luckey والتي طورتها شركة Oculus VR لمحاكاة الواقع الافتراضي وألعاب الفيديو. HTC Vive عبارة عن شاشة عرض واقع افتراضي مثبتة على الرأس. تم إنتاج سماعة الرأس من خلال تعاون بين Valve وHTC ، مع ميزتها المميزة وهي التتبع الدقيق لمقياس الغرفة، وأجهزة التحكم في الحركة عالية الدقة. تعد PlayStation VR سماعة رأس الواقع الافتراضي لوحدات التحكم في الألعاب، وهي مخصصة لجهاز PlayStation 4. Windows Mixed Reality عبارة عن نظام أساسي تم تطويره بواسطة Microsoft والذي يتضمن مجموعة واسعة من سماعات الرأس التي تنتجها HP و Samsung وغيرها، وهو قادر على لعب معظم ألعاب HTC Vive. يستخدم فقط التعقب الداخلي الخارجي لوحدات التحكم الخاصة به.

### سينما افتراضية
تم تصميم بعض شاشات العرض المثبتة على الرأس لتقديم محتوى الفيديو والأفلام التقليدي في السينما الافتراضية. تتميز هذه الأجهزة عادة ما يكون ضيق نسبيا مجال الرؤية (فوف) من 50 – 60 درجة مئوية، ما يجعلها أقل غامرة من سماعات الواقع الافتراضي، لكنها تقدم دقة أعلى في المقابل من حيث بكسل لكل درجة. تم طرح Sony HMZ-T1 في عام 2011 بدقة تبلغ 1280 × 720 لكل عين. تشمل المنتجات التي تم إصدارها اعتبارًا من عام 2020 والتي تتميز بدقة 1920 × 1080 لكل عين Goovis G2 و Royole Moon. كان متاحًا أيضًا Avegant Glyph ،  والذي يتضمن إسقاط شبكي 720P لكل عين، و Cinera Prime ،  الذي يتميز بدقة 2560 × 1440 لكل عين بالإضافة إلى 66 درجة FOV. تستخدم Cinera Prime الكبيرة نوعًا ما ذراع دعم قياسي أو حامل رأس اختياري. من المتوقع أن تكون متاحة في أواخر عام 2021 هي Cinera Edge ،  تتميز بنفس مجال الرؤية ودقة 2560 × 1440 لكل عين مثل طراز Cinera Prime السابق، ولكن مع عامل شكل أكثر إحكاما. المنتجات الأخرى المتوفرة في عام 2021 هي Cinemizer OLED ،  بدقة 870 × 500 لكل عين، و VISIONHMD Bigeyes H1 ،  بدقة 1280 × 720 لكل عين، و Dream Glass 4K ،  بدقة 1920 × 1080 لكل عين. تضم جميع المنتجات المذكورة هنا سماعات رأس أو سماعات أذن باستثناء Goovis G2 و Cinera Prime و VISIONHMD Bigeyes H1 و Dream Glass 4K ، والتي قدمت بدلاً من ذلك مقبس سماعات رأس الصوت.

### جهاز التحكم

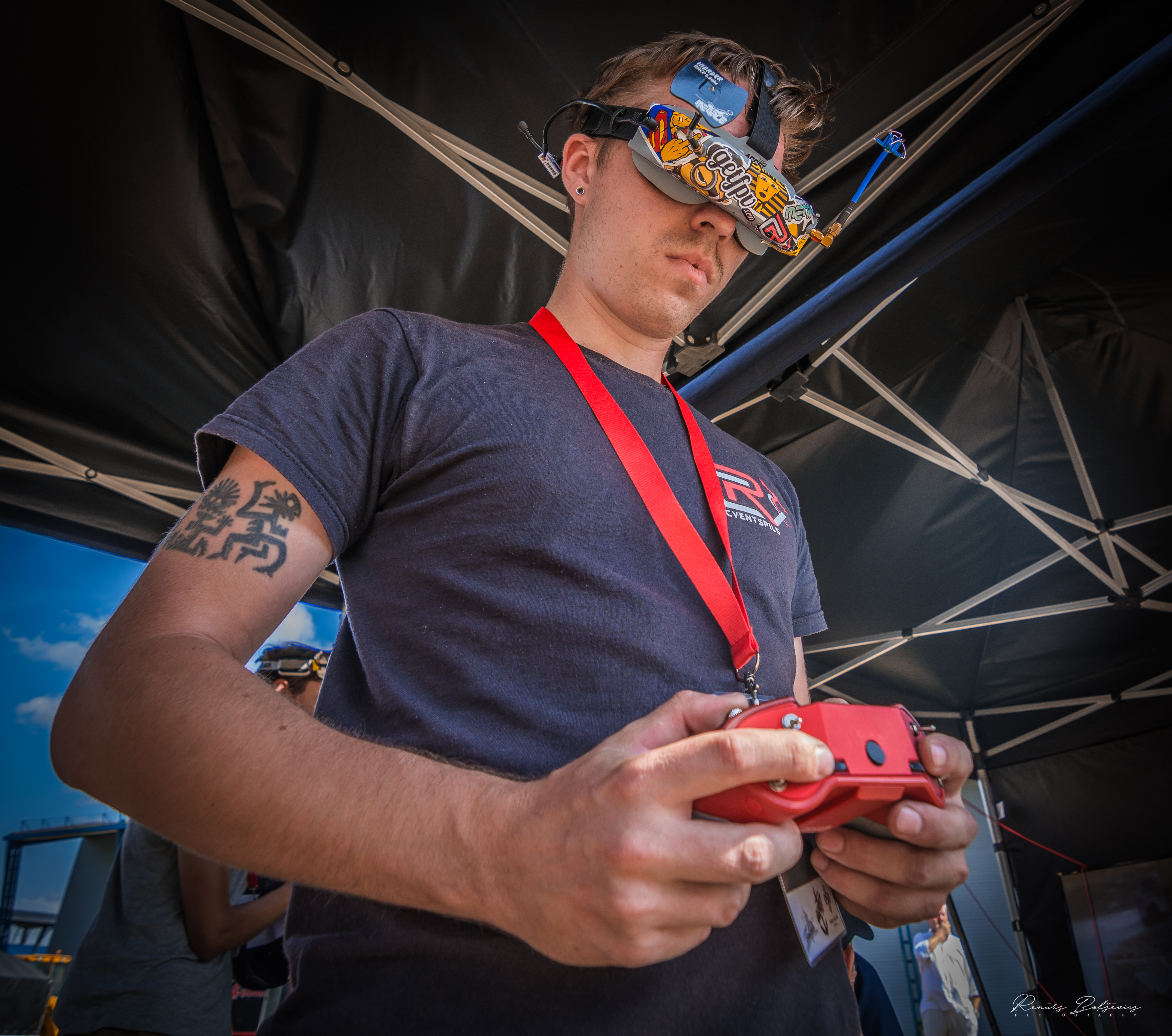
متسابق طائرة بدون طيار يرتدي نظارات FPV

تستخدم طائرة بدون طيار الرؤية من منظور الشخص الأول (FPV) شاشات عرض مثبتة على الرأس والتي تسمى عادةً «نظارات FPV». تستخدم نظارات FPV التناظرية (مثل تلك التي تنتجها Fat Shark) بشكل شائع لسباق الطائرات بدون طيار لأنها توفر أقل زمن انتقال للفيديو. لكن نظارات FPV الرقمية (مثل التي تنتجها DJI) أصبحت شائعة بشكل متزايد بسبب الفيديو عالي الدقة.
منذ عام 2010، يستخدم الطيران بدون طيار FPV على نطاق واسع في التصوير السينمائي الجوي والتصوير الجوي.

### رياضات
تم تطوير نظام HMD لسائقي الفورمولا واحد بواسطة شركة Kopin Corp ومجموعة BMW . يعرض HMD بيانات السباق الهامة مع السماح للسائق بمواصلة التركيز على المسار حيث تتحكم أطقم الحفر في البيانات والرسائل المرسلة إلى سائقيهم من خلال الراديو ثنائي الاتجاه. أصدرت Recon Instruments في 3 نوفمبر 2011 شاشتين مثبتتين على الرأس لنظارات التزلج، MOD و MOD Live ، والأخيرة تعتمد على نظام تشغيل Android.

### التدريب والمحاكاة
أحد التطبيقات الرئيسية لـ HMDs هو التدريب والمحاكاة، مما يسمح بوضع المتدرب فعليًا في موقف يكون إما مكلفًا للغاية أو خطيرًا للغاية لتكرارها في الحياة الواقعية. يغطي التدريب مع HMDs مجموعة واسعة من التطبيقات من القيادة، واللحام والطلاء بالرش، ومحاكيات الطيران والمركبة، وتدريب الجنود الراجلين، والتدريب على الإجراءات الطبية، والمزيد. ومع ذلك، فقد نتج عدد من الأعراض غير المرغوب فيها عن الاستخدام المطول لأنواع معينة من شاشات العرض المثبتة على الرأس، ويجب حل هذه المشكلات قبل أن يصبح التدريب والمحاكاة الأمثل ممكنًا.

## معايير الأداء
- القدرة على إظهار الصور المجسمة. يمتلك مجهر HMD القدرة على عرض صورة مختلفة لكل عين. يمكن استخدام هذا لإظهار الصور المجسمة. يجب أن يؤخذ في الاعتبار أن ما يسمى بـ «اللانهاية البصرية» يتم استخدامه بشكل عام بواسطة جراحي الطيران وخبراء العرض بحوالي 9 أمتار. هذه هي المسافة التي، بالنظر إلى متوسط «خط الأساس» لمعين نطاق العين البشرية (المسافة بين العينين أو المسافة بين الحدقتين (IPD)) بين 2.5 و 3 بوصات (6 و 8 سم)، تصبح زاوية الجسم على تلك المسافة هي نفسها بشكل أساسي من كل عين. في النطاقات الأصغر، يختلف المنظور من كل عين اختلافًا كبيرًا، وتصبح تكلفة إنشاء قناتين بصريتين مختلفتين من خلال نظام الصور المولدة بالحاسوب (CGI) جديرة بالاهتمام.
- المسافة بين الحدقتين (IPD). هذه هي المسافة بين العينين، ويتم قياسها عند التلاميذ، وهي مهمة في تصميم شاشات العرض المثبتة على الرأس.
- مجال الرؤية (FOV) - يمتلك البشر مجال رؤية يبلغ حوالي 180 درجة، لكن معظم HMDs تقدم أقل بكثير من هذا. عادةً ما ينتج عن مجال الرؤية الأكبر إحساس أكبر بالانغماس وإدراك أفضل للحالة. لا يشعر معظم الناس بشكل جيد بالشكل الذي سيبدو عليه مجال الرؤية المعين (على سبيل المثال، 25 درجة)، لذلك غالبًا ما يقتبس المصنعون حجم شاشة ظاهر. يجلس معظم الناس حوالي 60 سم بعيدًا عن شاشاتهم ولديهم إحساس جيد جدًا بأحجام الشاشة على تلك المسافة. لتحويل الحجم الظاهر لشاشة الشركة المصنعة إلى موضع شاشة سطح المكتب، قسّم حجم الشاشة على المسافة بالأقدام، ثم اضرب في 2. تقدم HMDs على مستوى المستهلك عادةً مجال رؤية يبلغ حوالي 110 درجة.
- الدقة - تذكر HMDs عادةً إما العدد الإجمالي للبكسل أو عدد البكسل لكل درجة. يتم استعارة سرد العدد الإجمالي لوحدات البكسل (على سبيل المثال، 1600 × 1200 بكسل لكل عين) من كيفية عرض مواصفات شاشات الكمبيوتر. ومع ذلك، فإن كثافة البكسل، التي يتم تحديدها عادةً بالبكسل لكل درجة أو بالدقيقة القوسية لكل بكسل، تُستخدم أيضًا لتحديد حدة البصر. يُشار عادةً إلى 60 بكسل / درجة (1 arcmin / pixel) على أنها دقة تحديد العين، والتي فوقها لا يلاحظ الأشخاص ذوو الرؤية العادية زيادة الدقة. تقدم HMDs عادةً من 10 إلى 20 بكسل / درجة، على الرغم من أن التطورات في الشاشات الصغيرة تساعد في زيادة هذا الرقم.
- تداخل مجهر - يقيس المنطقة المشتركة لكلتا العينين. التداخل المجهر هو أساس الإحساس بالعمق والصورة المجسمة، مما يسمح للبشر بإحساس الأشياء القريبة والأشياء البعيدة. لدى البشر تداخل منظار يبلغ حوالي 100 درجة (50 درجة على يسار الأنف و 50 درجة إلى اليمين). كلما زاد تداخل المجهر الذي توفره HMD ، زاد إحساس الاستريو. يتم تحديد التداخل أحيانًا بالدرجات (على سبيل المثال، 74 درجة) أو كنسبة مئوية تشير إلى مقدار المجال البصري لكل عين مشترك للعين الأخرى.
- التركيز البعيد (الموازاة). يمكن استخدام الأساليب البصرية لتقديم الصور عند تركيز بؤري بعيد، والذي يبدو أنه يحسن واقعية الصور التي ستكون بعيدة في العالم الحقيقي.
- نظام التشغيل والتجهيز على متن الطائرة. يقدم بعض بائعي HMD أنظمة تشغيل داخلية مثل Android ، مما يسمح بتشغيل التطبيقات محليًا على HMD ، ويلغي الحاجة إلى الربط بجهاز خارجي لإنشاء الفيديو. يشار إليها أحيانًا باسم النظارات الواقية الذكية . لجعل بناء HMD أخف، يمكن للمنتجين نقل نظام المعالجة إلى عامل شكل عقد ذكي متصل من شأنه أن يوفر أيضًا فائدة إضافية لحزمة بطارية أكبر. سيسمح مثل هذا الحل بتصميم HMD خفيف مع إمداد طاقة كافٍ لمدخلات الفيديو المزدوجة أو مضاعفة الإرسال على أساس الوقت بتردد أعلى (انظر أدناه).

## دعم تنسيقات الفيديو ثلاثية الأبعاد

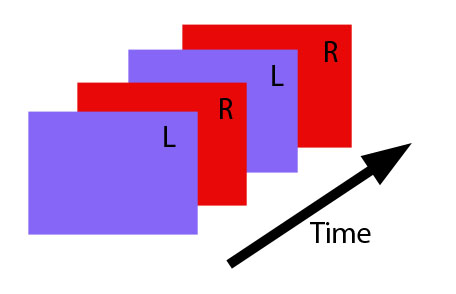
تعدد الإرسال المتسلسل للإطار

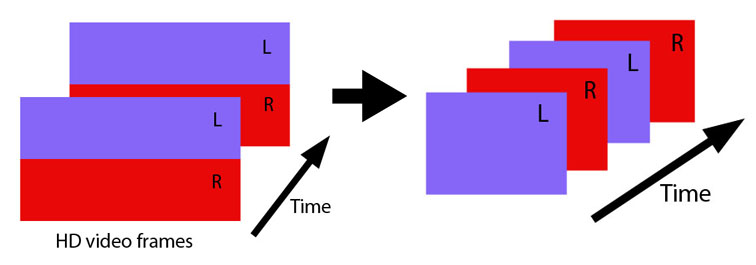
مضاعفة جنبًا إلى جنب ومن أعلى إلى أسفل

يتطلب إدراك العمق داخل HMD صورًا مختلفة للعينين اليمنى واليسرى. هناك عدة طرق لتقديم هذه الصور المنفصلة:
- استخدم مدخلات فيديو مزدوجة، وبالتالي توفير إشارة فيديو منفصلة تمامًا لكل عين
- مضاعفة الوقت. تجمع طرق مثل الإطار المتسلسل بين إشارتين منفصلتين للفيديو في إشارة واحدة بالتناوب بين الصورتين اليمنى واليسرى في إطارات متتالية.
- تعدد الإرسال جنبًا إلى جنب أو من أعلى إلى أسفل. هذه الطريقة تخصص نصف الصورة للعين اليسرى والنصف الآخر من الصورة للعين اليمنى.

تتمثل ميزة مدخلات الفيديو المزدوجة في أنها توفر أقصى دقة لكل صورة وأقصى معدل إطار لكل عين. عيب مدخلات الفيديو المزدوجة هو أنها تتطلب مخرجات وكابلات فيديو منفصلة عن الجهاز الذي يقوم بتوليد المحتوى.
يحافظ تعدد الإرسال المستند إلى الوقت على الدقة الكاملة لكل صورة، ولكنه يقلل معدل الإطارات بمقدار النصف. على سبيل المثال، إذا تم تقديم الإشارة عند 60 هرتز، تتلقى كل عين 30 فقط تحديثات هرتز. قد يصبح هذا مشكلة في العرض الدقيق للصور سريعة الحركة.
توفر مضاعفة الإرسال جنبًا إلى جنب ومن أعلى إلى أسفل تحديثات كاملة السرعة لكل عين، ولكنها تقلل الدقة المقدمة لكل عين. اختارت العديد من عمليات البث ثلاثية الأبعاد، مثل ESPN ، توفير عرض ثلاثي الأبعاد جنبًا إلى جنب مما يوفر الحاجة إلى تخصيص نطاق ترددي إضافي للإرسال ويكون أكثر ملاءمة للعمل الرياضي سريع الخطى بالنسبة لطرق تعدد الإرسال المستندة إلى الوقت.
لا توفر جميع HMDs إدراك العمق. بعض الوحدات السفلية هي في الأساس أجهزة ثنائية العين حيث يتم عرض كلتا العينين بنفس الصورة. تسمح مشغلات الفيديو ثلاثية الأبعاد أحيانًا بأقصى قدر من التوافق مع HMDs من خلال تزويد المستخدم باختيار التنسيق ثلاثي الأبعاد لاستخدامه.

## ملحقات
- معظم HMDs البدائية تعرض ببساطة صورة أو رموز على قناع أو شبكاني لمن يرتديها. الصورة ليست مرتبطة بالعالم الحقيقي، أي أن الصورة لا تتغير بناءً على موضع رأس مرتديها.
- تشتمل أجهزة HMD الأكثر تطوراً على نظام تحديد المواقع الذي يتتبع موضع رأس مرتديها وزاويتها، بحيث تتوافق الصورة أو الرمز المعروض مع العالم الخارجي باستخدام الصور الشفافة.
- تتبع الرأس - ربط الصور. يمكن أيضًا استخدام شاشات العرض المثبتة على الرأس مع مستشعرات التتبع التي تكتشف التغيرات في الزاوية والاتجاه. عندما تكون هذه البيانات متاحة في كمبيوتر النظام، يمكن استخدامها لإنشاء الصور المناسبة التي تم إنشاؤها بواسطة الكمبيوتر (CGI) لزاوية النظر في وقت معين. يتيح ذلك للمستخدم إلقاء نظرة حول بيئة الواقع الافتراضي ببساطة عن طريق تحريك الرأس دون الحاجة إلى وحدة تحكم منفصلة لتغيير زاوية الصورة. في الأنظمة القائمة على الراديو (مقارنة بالأسلاك)، قد يتحرك مرتديها في حدود تتبع النظام.
- تتبع العين - تقيس أجهزة تعقب العين نقطة التحديق، مما يسمح للكمبيوتر باستشعار مكان نظر المستخدم. هذه المعلومات مفيدة في مجموعة متنوعة من السياقات مثل التنقل في واجهة المستخدم: من خلال استشعار نظرة المستخدم، يمكن للكمبيوتر تغيير المعلومات المعروضة على الشاشة، وجذب الانتباه إلى التفاصيل المضافة، وما إلى ذلك.
- تتبع حركة اليد - يتيح تتبع حركة اليد من منظور HMD التفاعل الطبيعي مع المحتوى وآلية لعب مريحة

## فهرس
- شاشات مثبتة على الرأس: تصميم للمستخدم؛ ميلزر وموفيت؛ ماكجرو هيل، 1997.
- O. Cakmakci و JP Rolland. شاشات يرتديها الرأس: مراجعة. مجلة IEEE لتكنولوجيا العرض، المجلد. 2، العدد 3، سبتمبر 2006. .